# Reduniq
A REDUNIQ é uma marca de pagamentos da UNICRE, uma empresa portuguesa com sede em Lisboa, Portugal. Chamada inicialmente de Redunicre, recebeu uma nova denominação, REDUNIQ, para melhorar e simplificar o processo de pagamento.

## Historial
A marca, conhecida originalmente como Redunicre, inicia em 1986 a aceitação nos estabelecimentos comerciais do primeiro cartão de débito emitido em Portugal, o Cartão Totta Gold. Em abril de 1990 começou a sua operação , ao instalar os primeiros terminais de pagamento eletrónico em empresas portuguesas.
Em 2009, a REDUNIQ expandiu os seus serviços para incluir a aceitação dos cartões do sistema de pagamentos Discover e apresentou a solução de pagamentos integrados, específica para o setor dahotelaria, permitindo que os hóspedes de hotéis utilizassem um único cartão de pagamento para todos os serviços durante a estadia.
Em 2010, a REDUNIQ lançou um programa-piloto para aceitar pagamentos com tecnologia contactless e, em 2011, implementou uma tecnologia para aceitar pagamentos através de smartphones e tablets.
Em 2015, a marca permitiu a aceitação de cartões UnionPay em Portugal.
Em 2016, todos os terminais da REDUNIQ ofereciam serviços de conversão de moeda (DCC).
Em 2020, a marca mudou a sua denominação para REDUNIQ e apresentou novos produtos, como o REDUNIQ Smart, um terminal de pagamento  Android, e o REDUNIQ Insights, uma ferramenta que fornece informações analíticas aos clientes com base em dados de retalho a nível nacional.
Em 2021, a REDUNIQ lançou o REDUNIQ Easy,, uma solução de pagamentos simples, onde através de uma mensalidade fixa ajustada à faturação dos negócios, o comerciante recebe um TPA (Terminal de Pagamento Automático) gratuito,. sem custos de adesão ou fidelização. Esta solução permite aceitar pagamentos por cartão, Visa e Mastercard, por MB WAY, Google Pay e Apple Pay, de forma simples, sem várias taxas.
Em 2023, a marca continuou a inovar com o lançamento do REDUNIQ Soft, uma solução que permitia pagamentos via smartphones e tablets. No mesmo ano, a REDUNIQ recebeu o prémio ACEPI Navegantes XXI para o Melhor Projeto de Evolução do Comércio Digital pelas suas inovações.
Em 2023, a Reduniq lançou o Reduniq Soft, uma app com tecnologia Visa "Tap to Phone" que permite aos negócios receber pagamentos diretamente em smartphones e tablets Android, eliminando a necessidade de terminais físicos de pagamento (TPA).
Em 2023, a REDUNIQ tornou-se na maior rede de aceitação de cartões em Portugal, processando 28,8 mil milhões de euros em 871 milhões de transações, com mais de 114 000 pontos de venda.

## Responsabilidade social
Em 2022, a UNICRE, através da sua marca REDUNIQ, juntou-se à iniciativa “We Help Ukraine” e alcançou um volume recorde de transações de 27 mil milhões através da sua rede de aceitação. Esta plataforma portuguesa ajuda os refugiados ucranianos ao utilizar as soluções de pagamento da REDUNIQ para permitir donativos seguros e rápidos a organizações parceiras, como a Cruz Vermelha Portuguesa, o Banco Alimentar contra a Fome e a Entreajuda. A UNICRE forneceu este serviço gratuitamente e realizou uma campanha interna para encorajar os donativos de colaboradores, assumindo o compromisso de duplicar o valor doado por estes às quatro instituições.